# كتلة متحجرة

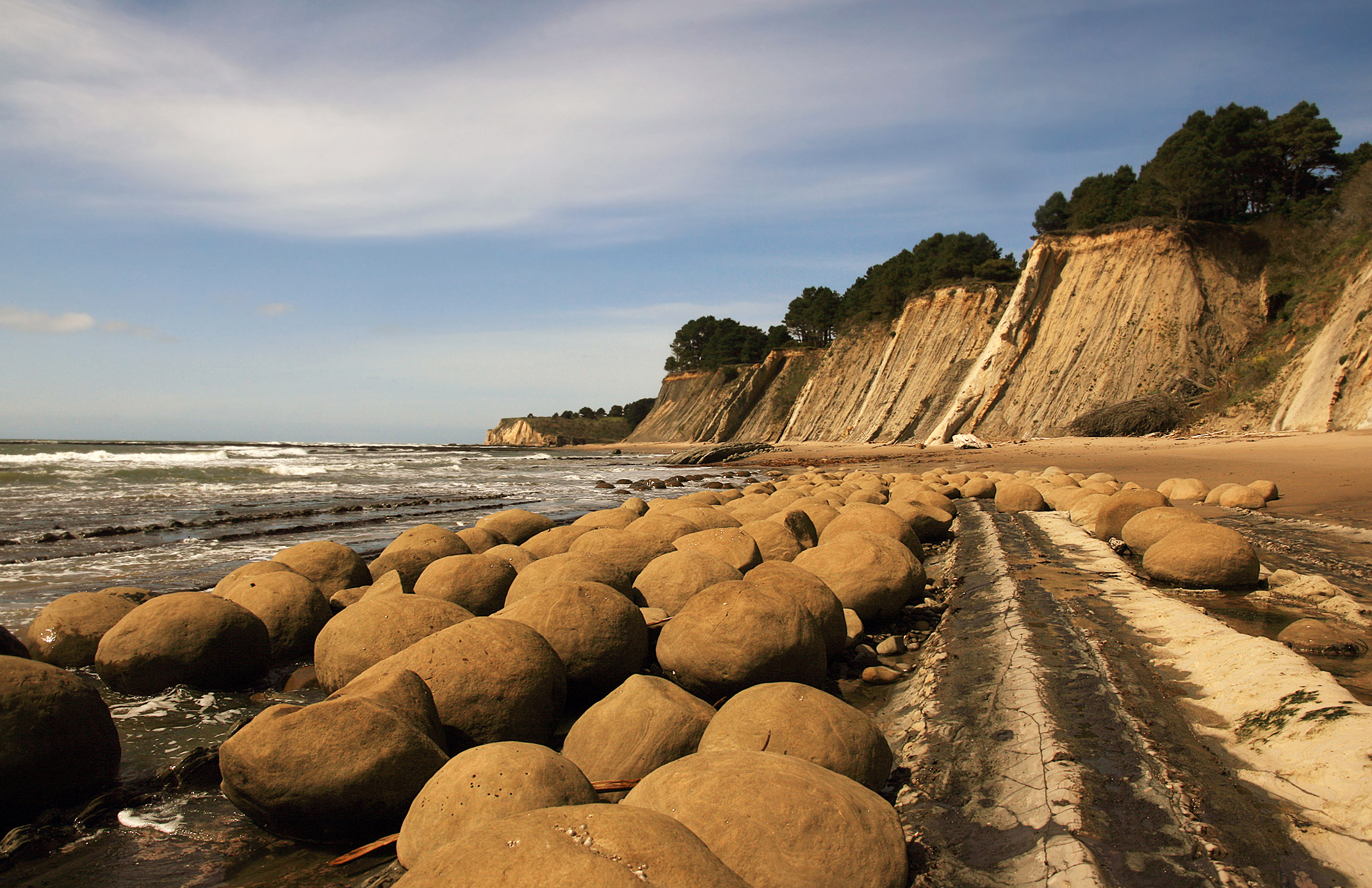
كتل متحجرة على شاطئ بولينج بول (مقاطعة ميندوسينو، كاليفورنيا) نجا من الطين الحجري في سينوزويك المائل بشدة

الكتلة المتحجرة أو الدرن الصخري (بالإنجليزية: Concretion) كتلة صلبة وصغيرة من المادة تتكون من ترسب الأسمنت المعدني داخل الفراغات بين الحبيبات، وتوجد في الصخور الرسوبية أو التربة. غالبًا ما تكون الكتل المتحجرة بيضاوية أو كروية الشكل، إلا أنه توجد أيضًا أشكال منها غير منتظمة. كلمة "concretion" مشتقة من (باللاتينية: con) بمعنى«معا» و(باللاتينية: crescere) المعنى «للنمو». تتشكل الكتل المتحجرة ضمن الطبقات الأرضية الرسوبية التي تم تراكمت من قبل. وعادة ما تتشكل في وقت مبكر من تاريخ دفن الرواسب، قبل أن تتصلب بقية الرواسب في الصخر. وغالبًا ما يجعل هذا أسمنت التحجير من الكتل المتحجرة أكثر صلابة وأكثر مقاومة للعوامل الجوية من طبقة المضيف.
تتمثل السمة البارزة للفصل بين الكتل المتحجرة والعقيدات في كيفية التشكل، فالكتل المتحجرة تتشكل من ترسب الأسمنت المعدني حول بعض أنواع النواة بينما العقيدات هي جسم بديل.
تدل الأوصاف التي أُطلقت على الكتل المتحجرة في القرن الثامن عشر على حقيقة أنها اعتبرت فضولًا جيولوجيًا منذ فترة طويلة. وذلك بسبب تنوعها من ناحية الأشكال والأحجام والتركيبات غير المعتادة، تم تأويل الكتل المتحجرة على أنها بيض ديناصور، ومستحثات حيوانية ونباتية (تسمى المستحاثات الزائفة)، أو حطام خارج الأرض أو قطع أثرية من صنع بشري.

## أصول
أثبتت دراسات مفصلة نشرت في المجلات العلمية المراجعة أن تشكل الكتل المتحجرة جاء بعد دفن الرواسب ولكن قبل تحولها كاملا خلال عمليات النشأة المتأخرة. تتشكل عادةً عندما يترسب المعدن وتتماسك الرواسب حول النواة، والتي غالبًا ما تكون عضوية، مثل ورقة الشجر أو سن حيوان أو قطعة صدفية أو مستحاثة. لهذا السبب، فإن جامعي الأحفوريات يكسرون عادةً الكتل لفتحها بحثًا عن عينات الحيوانات والنباتات الأحفورية.الأكثر غرابة هي تلك النوى للكتل المتحجرة داخل خرسانات سيدريت التي وُجدت في المستنقعات الملحية الساحلية الإنجليزية، والتي تمثلت في قذائف الحرب العالمية الثانية العسكرية والقنابل والشظايا.
يمكن أن تنشأ الكتل المتحجرة حسب الظروف البيئية الموجودة حين تكوينها، إما بنمو متحد المركز أو بنمو انتشاري. في النمو متحد المركز، تنمو الكتل المتحجرة على شكل طبقات متعاقبة من المعادن حول قلب مركزي. ينتج عن هذه العملية تكتل شبه كروي الشكل الذي يكبر مع مرور الوقت. في حالة النمو الانتشاري، يحدث سمنتة الرواسب المضيفة، عن طريق ملئ المسام بالمعادن المترسبة، ويحدث ذلك في نفس الوقت في كامل المنطقة، فيصبح مع مرور الوقت كتلة متحجرة. غالبًا ما يتم اكتشاف الكتل المتحجرة على السطح بسسب التآكل الذي ياتي بعد التكون حيث يزيل المواد الأضعف غير المسمنتة.

## مظهر خارجي

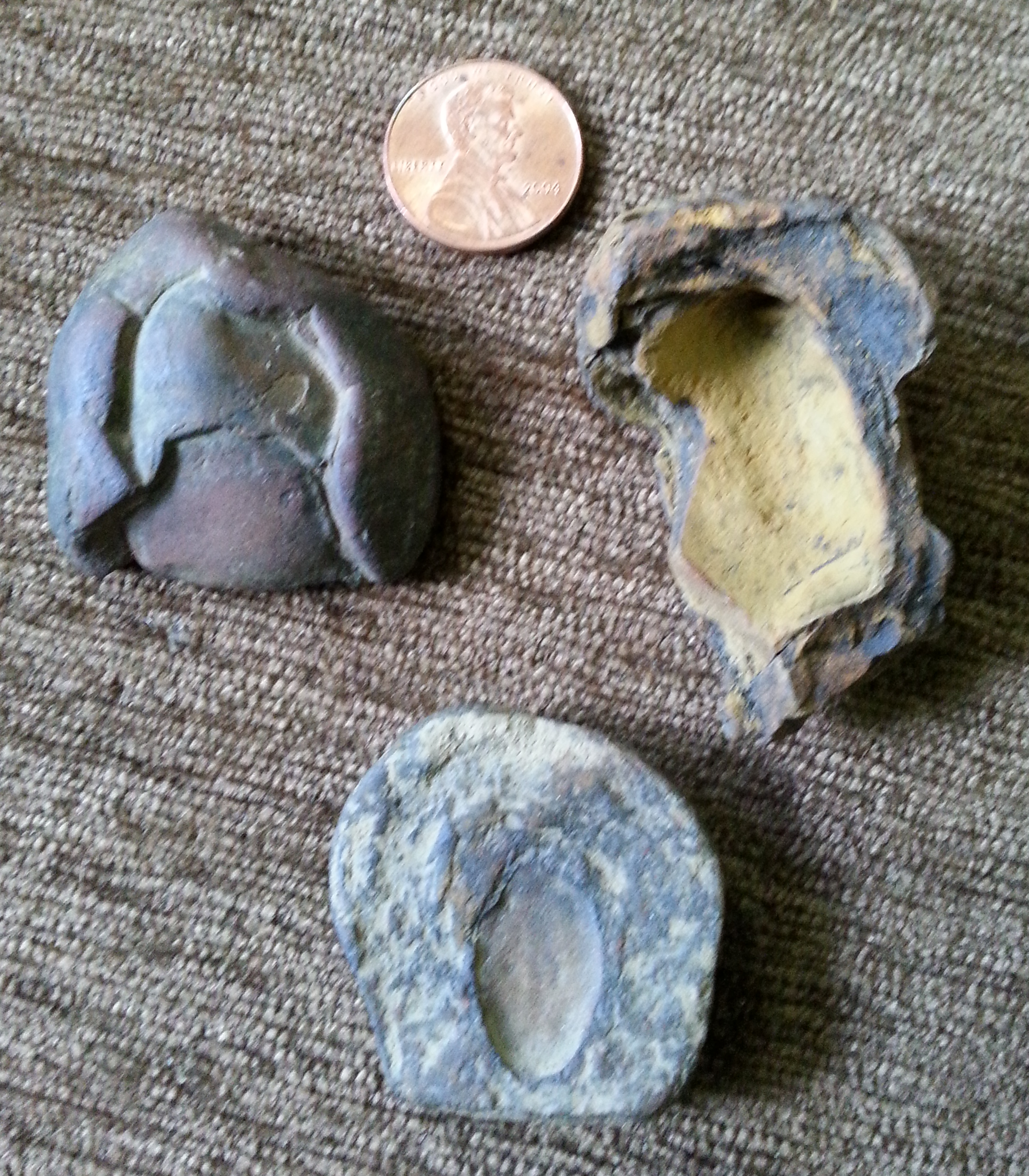
عينات من الكتل المتحجرة الصغيرة الموجودة في هالز هولو ستايت بارك في ولاية بنسلفانيا.

تختلف الكتل المتحجرة في الشكل والصلابة والحجم، وتتراوح بين أشياء تتطلب عدسة مكبرة لتكون مرئية بوضوح إلى أجسام ضخمة يبلغ قطرها ثلاثة أمتار وتزن عدة آلاف من الأرطال. العملاق، كتلة متحجرة الحمراء التي تحدث في حديقة تيودور روزفلت الوطنية، في ولاية داكوتا الشمالية، قطرها يبلغ تقريبا 3 متر (9.8 قدم). تم العثورعلى كتلة متحجرة كروية كبيرة يبلغ قطرها 9 متر (30 قدم) التشكيل المتآكل من قصر الصاغة داخل منخفض الفيوم مصر. عادةً تكون الكتل المتحجرة بنفس لون الصخر الذي توجد فيه. تنشأ الكتل المتحجرة في مجموعة واسعة من الأشكال، من بينها على شكل كرات وأقراص وأنابيب وركام الشبيه بحبات العنب أو الفقاعات.

## تكوين
تتألف الكتل المتحجرة عادة من معدن الكربونات مثل الكالسيت وثنائي أكسيد السيليكون عديم الشكل أو ذو البلورات الدقيقة مثل الشيرت أو الصوان أو اليشب؛ أو أكسيد الحديد أو هيدروكسيد مثل الغوتيت والهيماتيت. كما أنها يمكن أن تكون مؤلفة من معادن أخرى مثل الدولوميت، الأنكريت، السيدريت، البيريت، الماركاسيت، الباريت والجبس.
تتكون الكتل المتحجرة غالبًا من معدن مهيمن واحد، إلا أنه توجد معادن أخرى حسب الظروف البيئية المحيطة بها عند نشأتها. على سبيل المثال، غالبًا ما تحتوي الكتل المتحجرة الفحمية على نسب مئوية بسيطة من البايرايت، والتي تتشكل استجابةً لتناقص الكبريتات بواسطة البكتيريا. تتكون الكتل المتحجرة الأخرى من مزيج من الكالسيت والباريت والبيريت والتي تشكلت نتيجة لتناقص الكبريتات الميكروبي.

## بروز

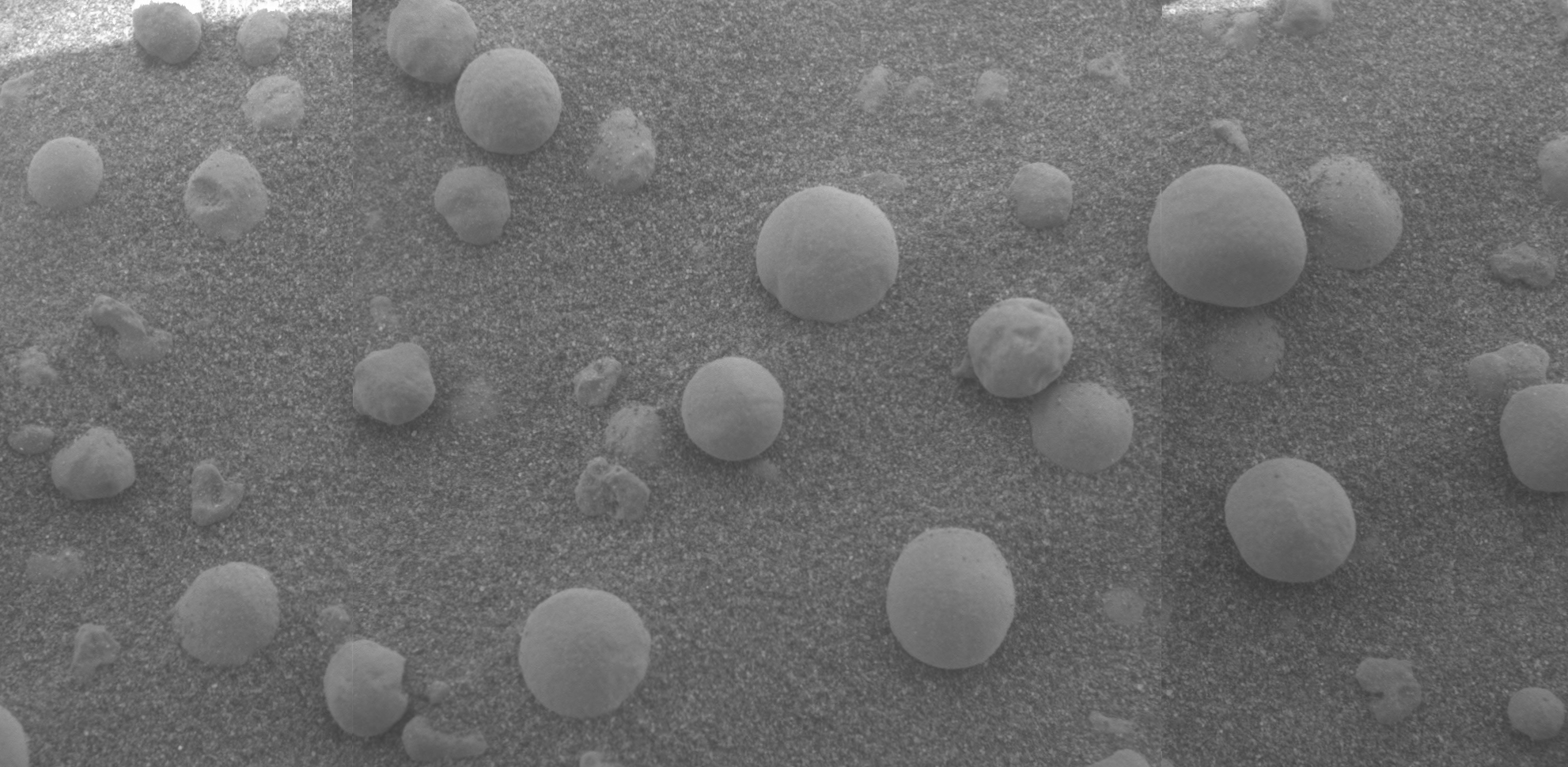
تُظهر الفسيفساء الكريات، بعضها جزئيًا، موزعة على حبيبات التربة (الأصغر) على سطح المريخ.

توجد الكتل المتحجرة في كثير من أنواع الصخور، ولكنها شائعة بشكل خاص في الصخر الزيتي والأحجار الطينية والأحجار الرملية. وغالبًا ما تشبه المستحاثات أو الصخور في المظهر وتبدو كما لو أنها لا تنتمي إلى الطبقة التي عثر عليها فيها. في بعض الأحيان، تحتوي الكتل المتحجرة على مستحاثات، إما كنواة أو كعنصر تم دمجه أثناء نموها ولكن لا تكون الكتل المتحجرة مستحاثة في حد ذاتها. تظهر في بقع عقيدية، مركزة على طول سطح التراصف القاعدي، ناتئة من جوانب الجرف الصخري، وتتوزع عشوائياً على التلال الطينية أو تطفو على الركائز اللدنة.
وقد لوحظت كتل متحجرة صغيرة من الهيماتيت، والتي يطلق عليها اسم «العنب البري» بسبب تشابهها مع العنب البري الوضوع في الكعك، بواسطة المسبار المريخي أبورتيونيتي في ايجل كريتر على المريخ. انظر كريات مريخية.

## أنواع الكتل المتحجرة
تختلف الكتل المتحجرة اختلافًا كبيرًا في مكوناتها وأشكالها وأحجامها ونسق المنشأ.

### الكتل المتحجرة الحاجزية (سابتاريان)

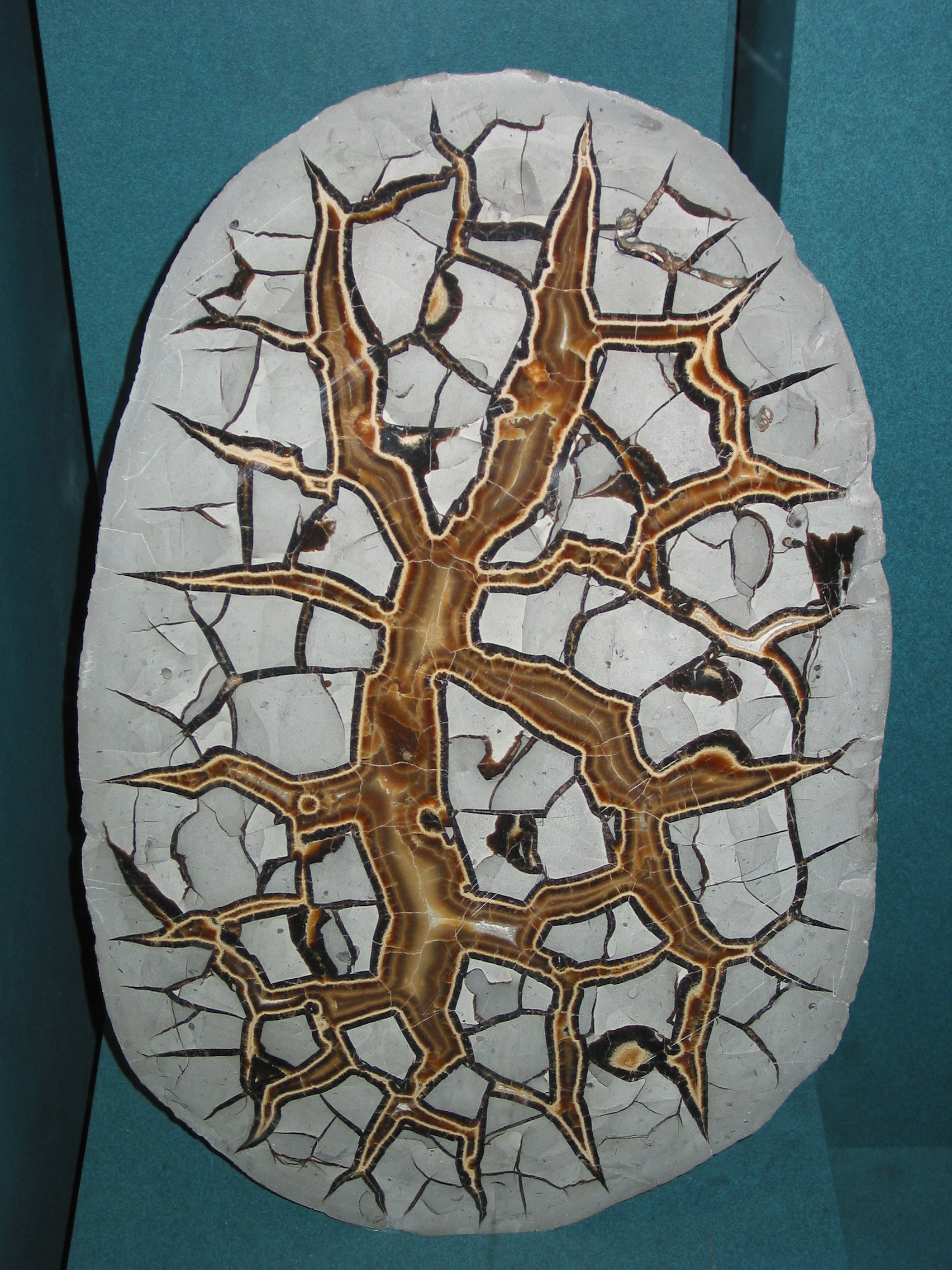
شريحة من عقيد الحاجز

الكتل المتحجرة الحاجزية أو العقيدات الحاجزية، هي الكتل المتحجرة التي تحتوي على تجاويف أو شقوق زائفة، تسمى «سابتاريا». الكلمة تأتي من اللاتينية "septum" بمعنى «تقسيم»، ويشير إلى الشقوق / الانفصال في هذا النوع من الصخور. تستمد بعض مواقع الويب المصطلح من الكلمة اللاتينية "septem" بمعنى «سبعة» بطريقة غير صحيحة. الشقوق شديدة التباين في الشكل والحجم، وكذلك درجة الانكماش التي تتميز بها. رغم أنه من الشائع أن تكون الشقوق نمت بشكل طردي من الداخل إلى الخارج، فإن الحقيقة أن الشقوق ذات توجه قطري تستدق (تصبح مستدقة الرأس) نحو هوامش الحاجز يتم أخذه كدليل على أن المحيط الخارجي في هذه الحالات كان أكثر صلابة بينما كان الداخل أكثر ليونة، حيث يفترض أنه بسبب درجة الميلان في ترسب كمية الاسمنت.
لا تزال حيثيات عملية تكوين الحاجز المميز للكتل المتحجرة الحاجزية غير واضحة. تم اقتراح عدد من الآليات، يذكر منها:.
- جفاف النوى الغنية بالطين أو بالهلام أو المادة العضوية
- انكماش مركز الكتل المتحجرة
- تحلل المواد العضوية المؤدي إلى تمدد الغازات
- التحطم أو التقلص الجاف للكتل المتحجرة نتيجة الزلازل أو الانضغاط.

يحتوي الحاجز (سبتاريا) عادة على بلورات (غالبًا الكالسيت) المترسبة من المحاليل المنتشرة. يلاحظ وجود مجموعة من الألوان الناصعة المائلة إلى الحمرة (من مادة السيدريت) والذهبية الزاهية (من مادة البيريت) على جدار التجاويف الموجودة في الحاجز.

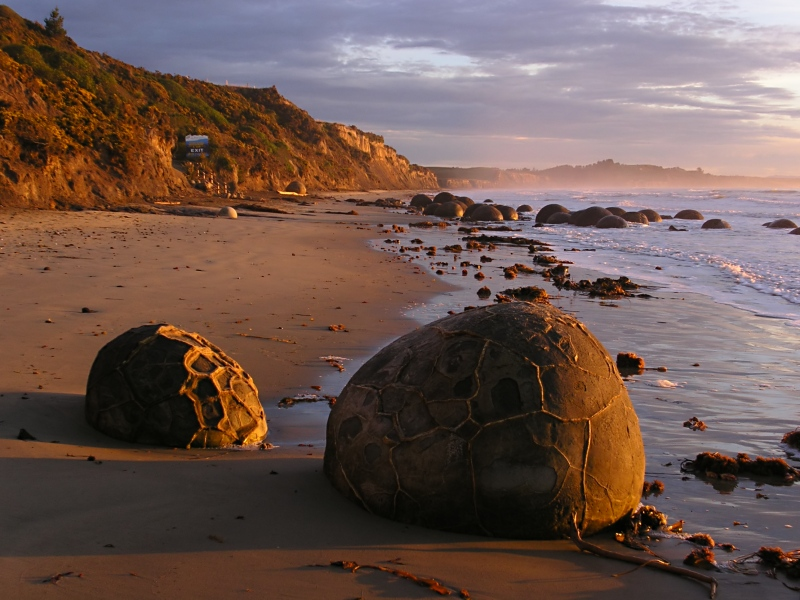
مورياكي بولدرزنيوزيلندا

### خراطيم المدفع
مثال مذهل على الكتل المتحجرة الحاجزية هي جلاميد موراكي التي يصل قطرها إلى 3 أمتار (9.8 قدم) والتي تم العثور عليها خارج الحجر الطيني من تشكيل الموراكي المنتمي للعصر الباليوسيني بفعل التآكل والتعرية. هذه الكتل مكشوفة على طول الساحل بالقرب من موراكي الواقعة في الجزيرة الجنوبية لنيوزيلندا.
وهي تتألف من طين الكالسيت المسمنت مع عروق الحاجز من الكالسيت والكوارتز النادر في المراحل المتأخرة والدلوميت الحديدية.
تُعد الكتل المتحجرة الحاجزية الأصغر بكثير من السابقة الذكر والتي عثر عليها في كيميردج كلاي مكشوفة في المنحدرات على طول ساحل  وسكس في إنجلترا أمثلة نموذجية على الكتل المتحجرة الحاجزية.

### رخام موكوي

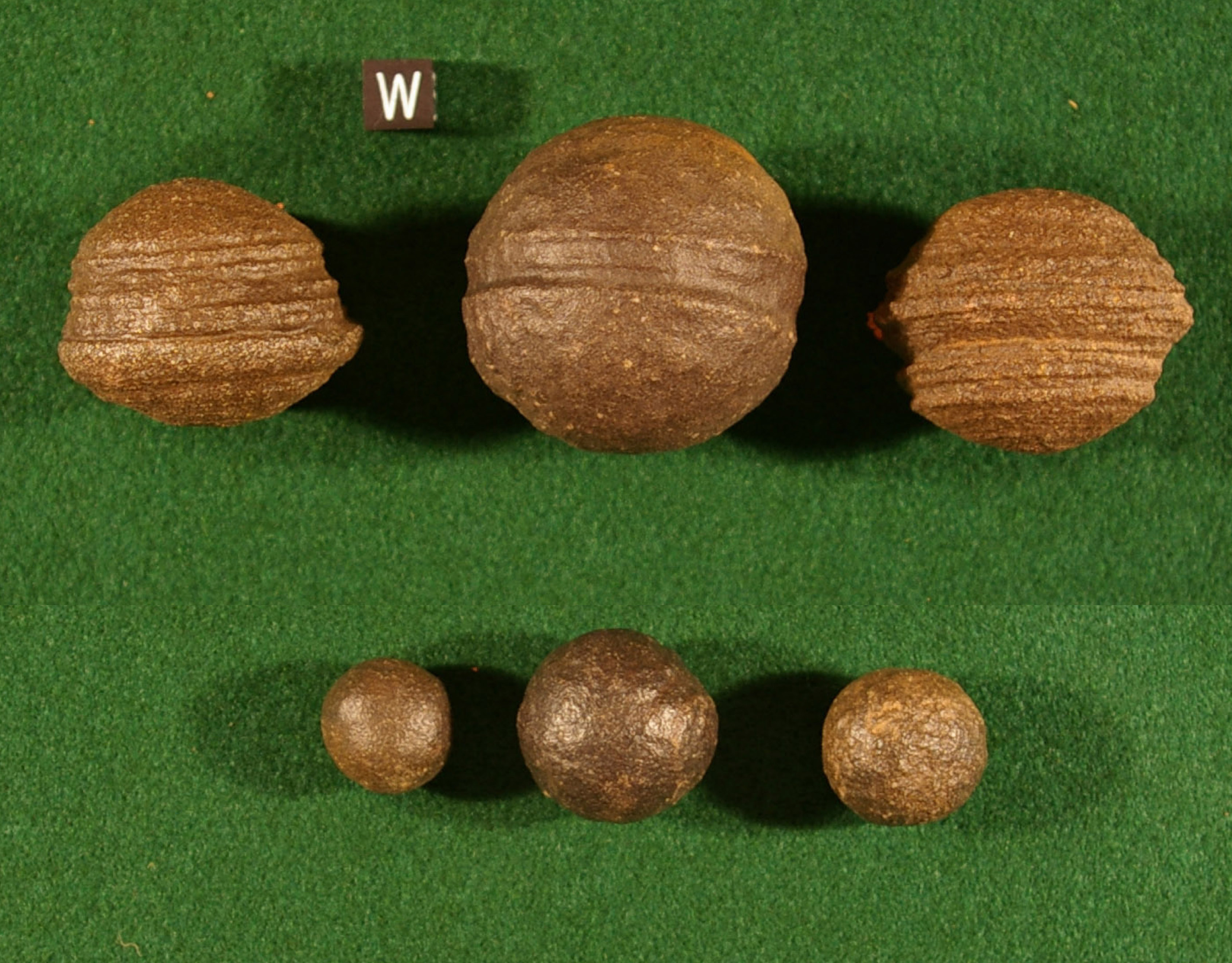
رخام موكوي، الهيماتيت، البيتيت المتحجر، من الحجر الرملي نافاجو في جنوب شرق ولاية يوتا. المكعب في الأعلى هو سنتيمتر واحد في الحجم.

### أقراص كربونات الكالسيوم المتحجرة

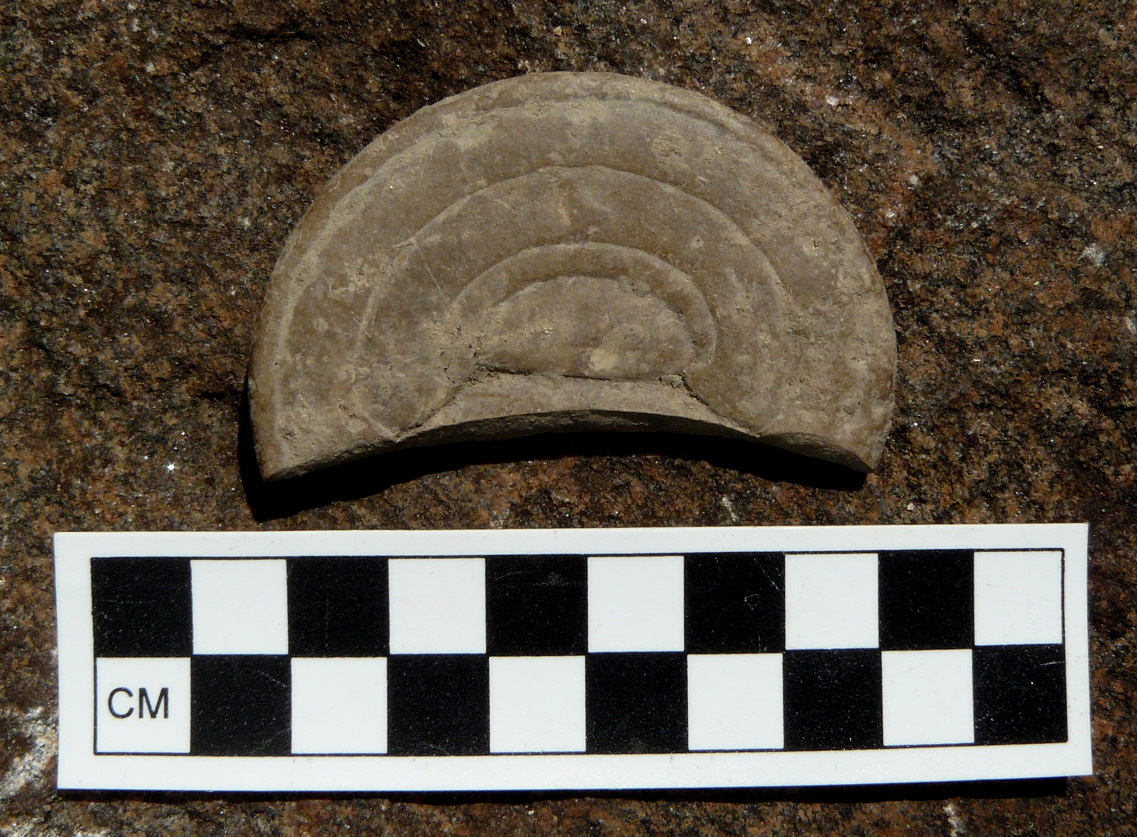
Marleka الجنية الحجر من Stensö في السويد

### الفجوات المتحجرة

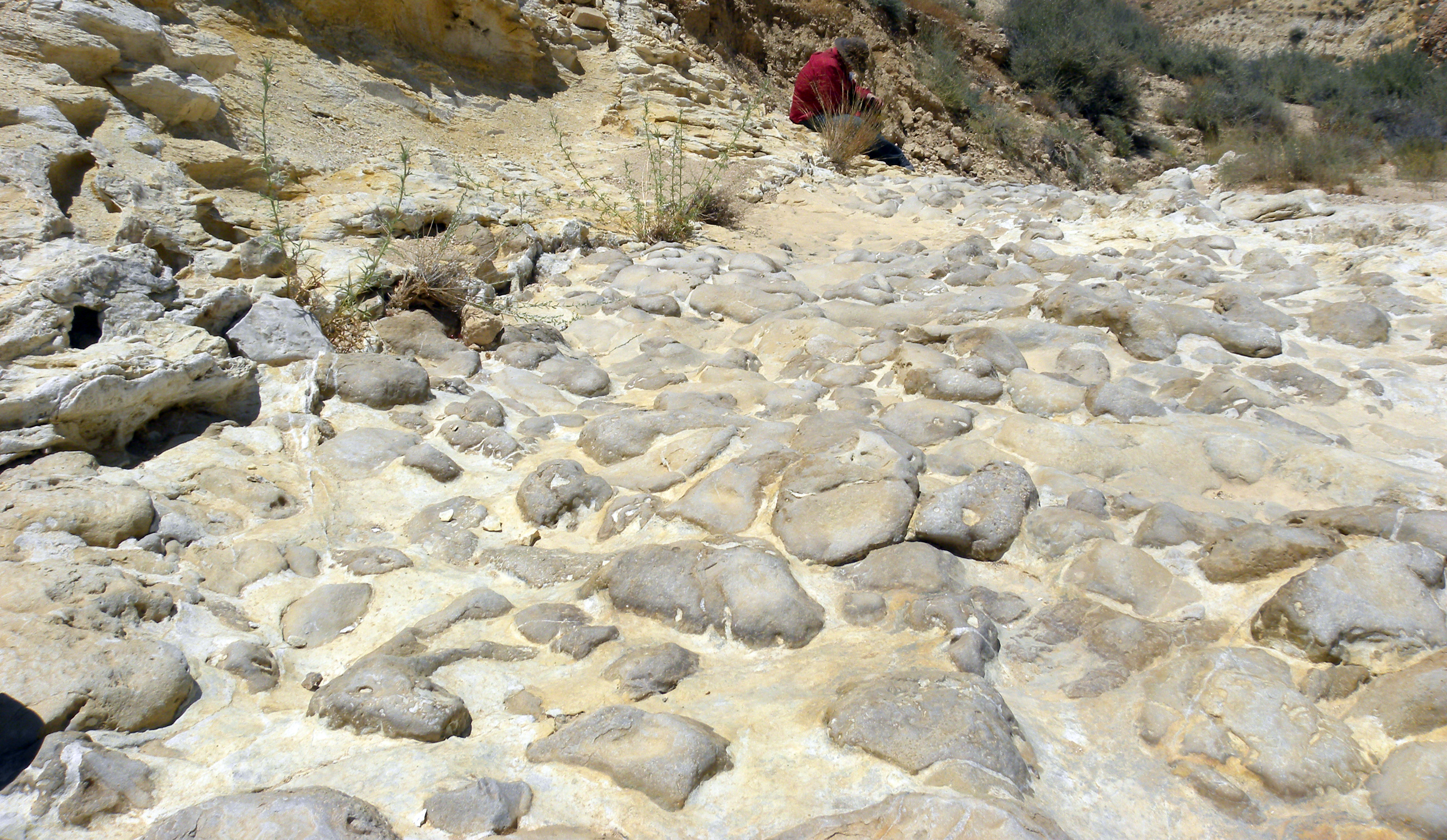
فجوات متحجرة في قاعدة تشكيل مينوها (الطباشيري الأعلى)، النقب، جنوب إسرائيل.

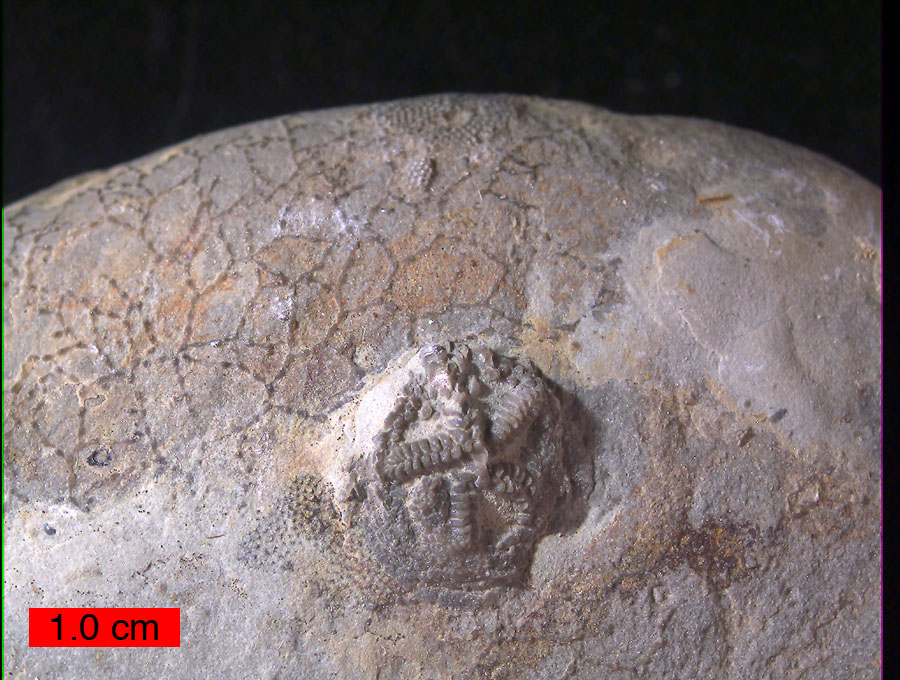
فجوات متحجرة مرصوص بالحيوانات الحزازية (أشكال رقيقة، متفرعة) والحشيانيات؛ تشكيل كوب (الأوردوفيشي الأعلى)، شمال كنتاكي.

تتميز الفجوات المتحجرة عن غيرها بتاريخها الطبقي المتمثل في مراحل النبش والانكشاف والدفن. تم العثور عليها في أماكن تكثفت فيها التعرية تحت البحرية على الكتل المتحجرة متأخرة النشأة كسطح الرواسب المتخلف متخلصة بذلك من الرواسب ذات الحبيبات الدقيقة. وسجلت فويت لأول مرة أهميتها في علم وصف طبقات الأرض وعلم الرواسب وعلم الأحياء القديمة وأشارت إليها باسم Hiatus-Konkretionen . يشير مصطلح "Hiatus" إلى الفجوات التي توجد في الترسبات والتي سمحت للتعرية والانكشاف بتكوين هذه الكتل المتحجرة. تم العثور عليها في جميع أنحاء السجل الأحفوري ولكنها أكثر شيوعًا خلال الفترات التي سادت فيها ظروف بحر الكالسيت، مثل العصر الأوردوفيشي والعصر الجوراسي والعصر الطباشيري. تتشكل معظمها من عمليات الملئ الأسمنتية لأنظمة الجحور في الرواسب السيليسية الفتاتية أو الكربوناتية.

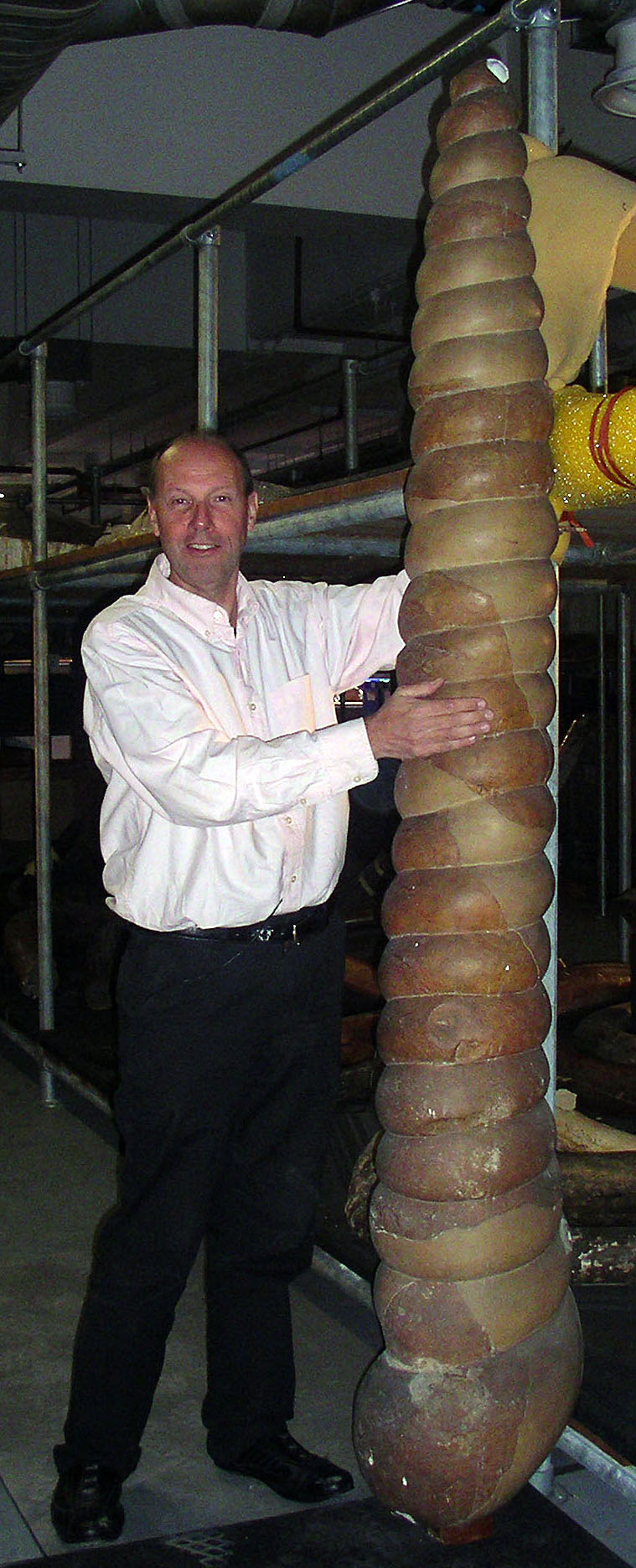
نموذج لدينوكوكليا مع عالم أبحاث متحف التاريخ الطبيعي بول تايلور كمقياس.

## معرض الصور

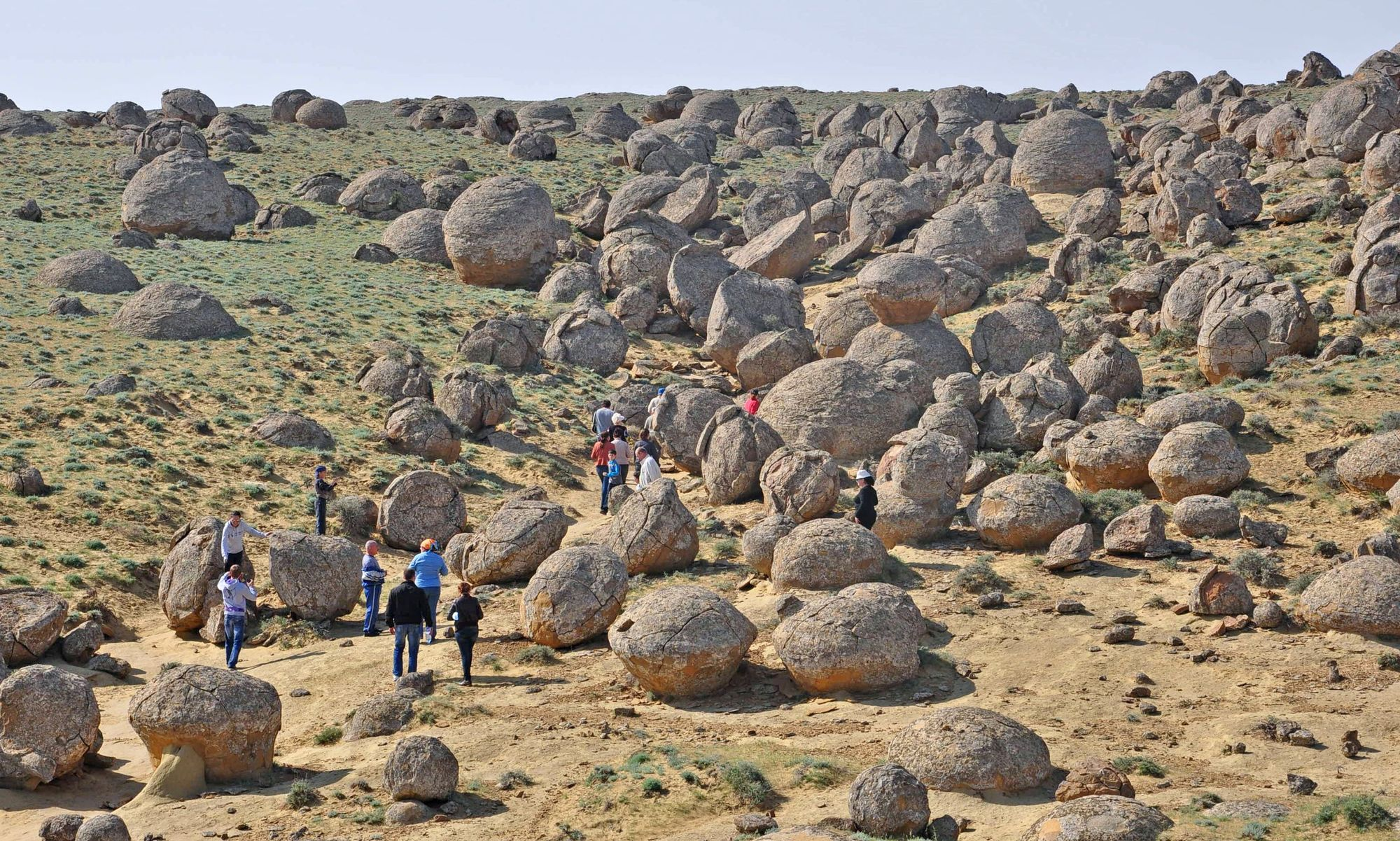
كتل متحجرة في توريش، كازاخستان الغربية
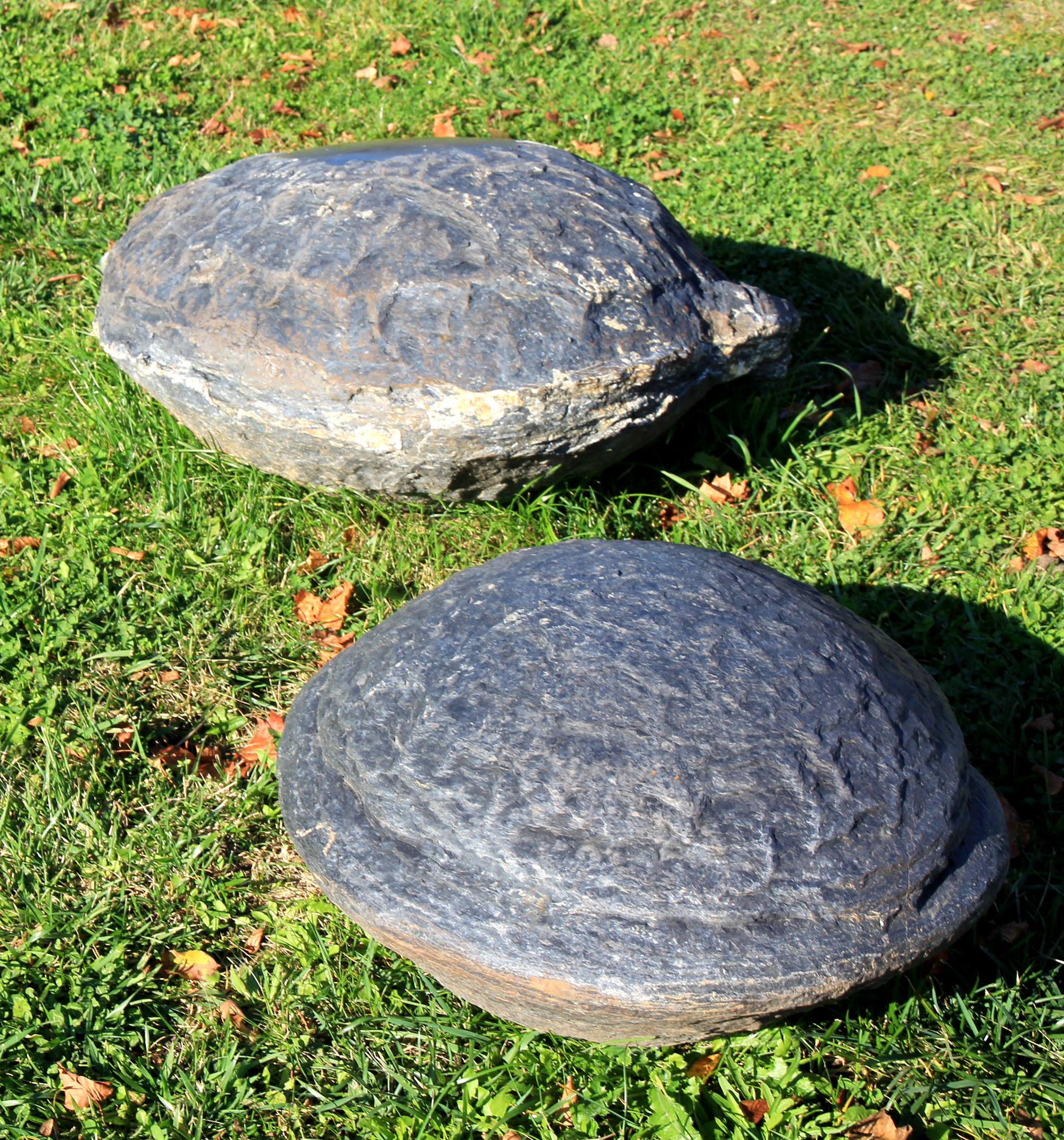
كتل متحجرة مع شكل العدسة من جزيرة في نهر فلتافا، براغ، جمهورية التشيك
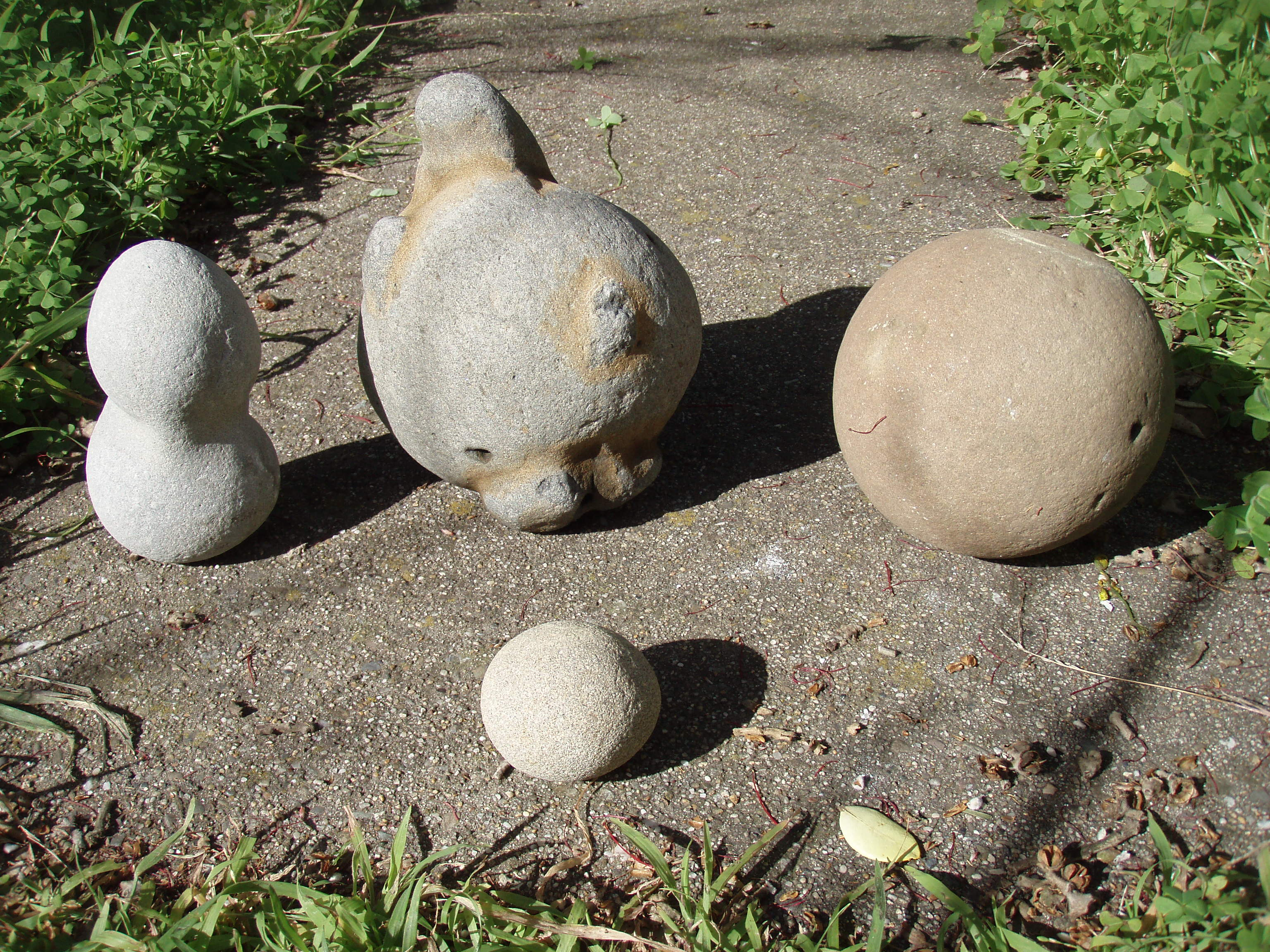
كتل متحجرة من مختلف الأشكال
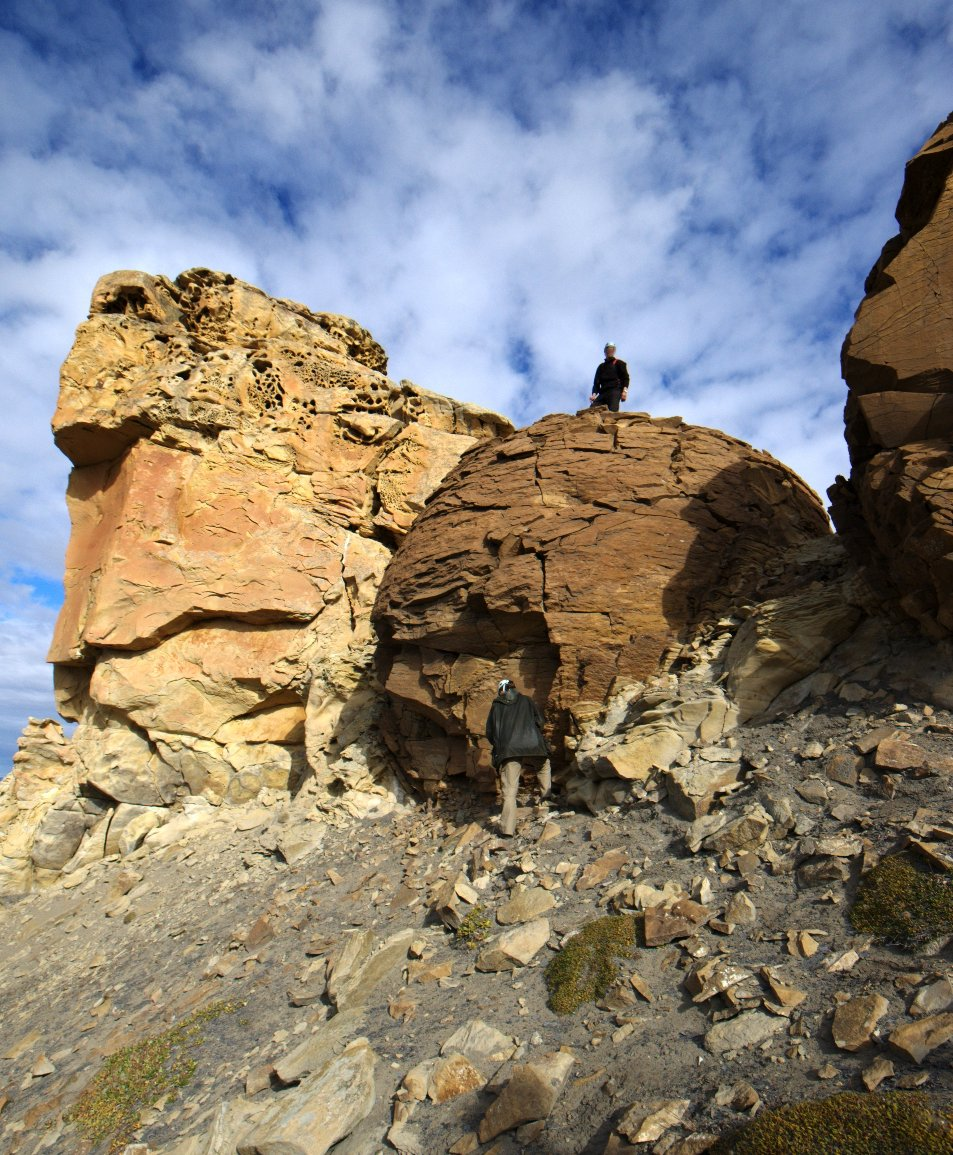
كتل متحجرة مدفعية في منطقة جيمسون لاند[الإنجليزية]، شرق جرينلاند.
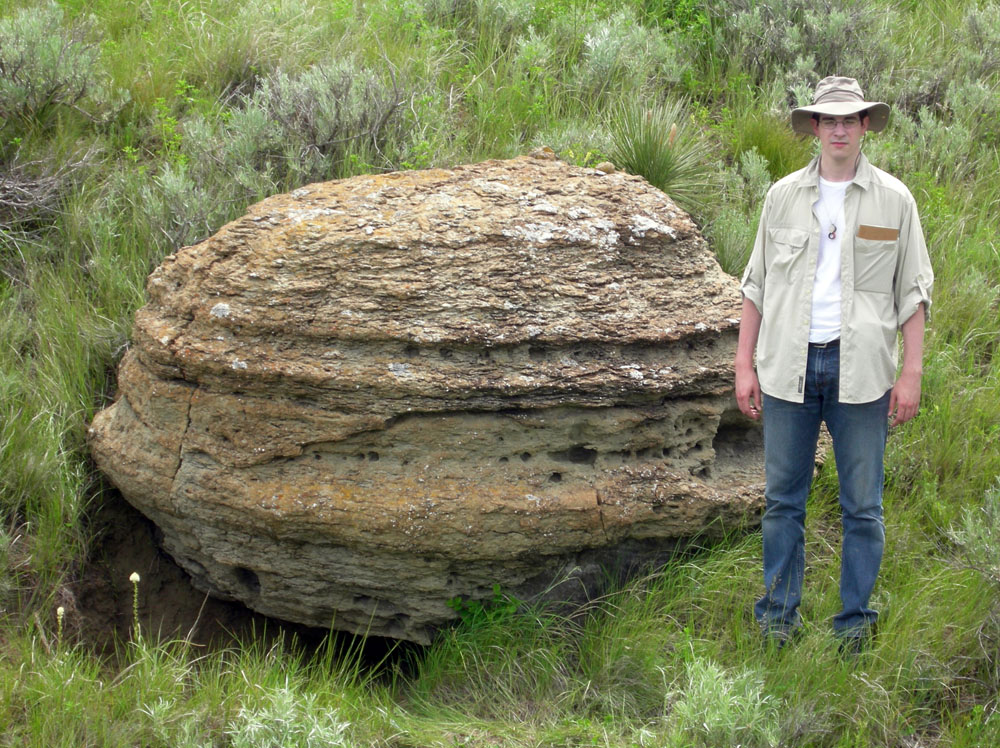
كتل متحجرة في العصر الطباشيري من ولاية ساوث داكوتا الجنوبية.
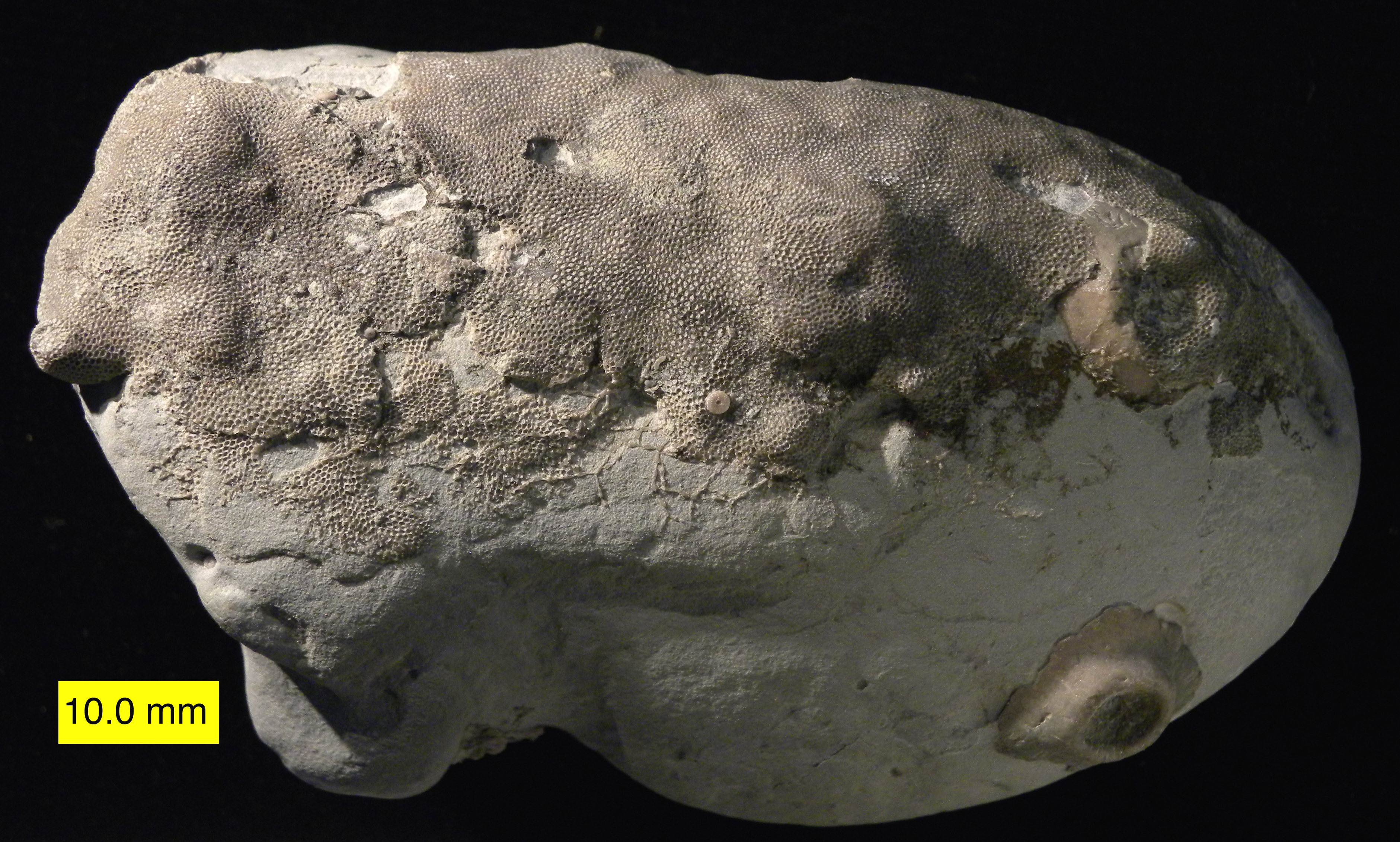
كتل متحجرة من تشكيل كوب ( الأوردوفيشي الأعلى) في كوفينجتون، كنتاكي. وتشمل الكتل حيوانات حزازية وزنابق البحر.
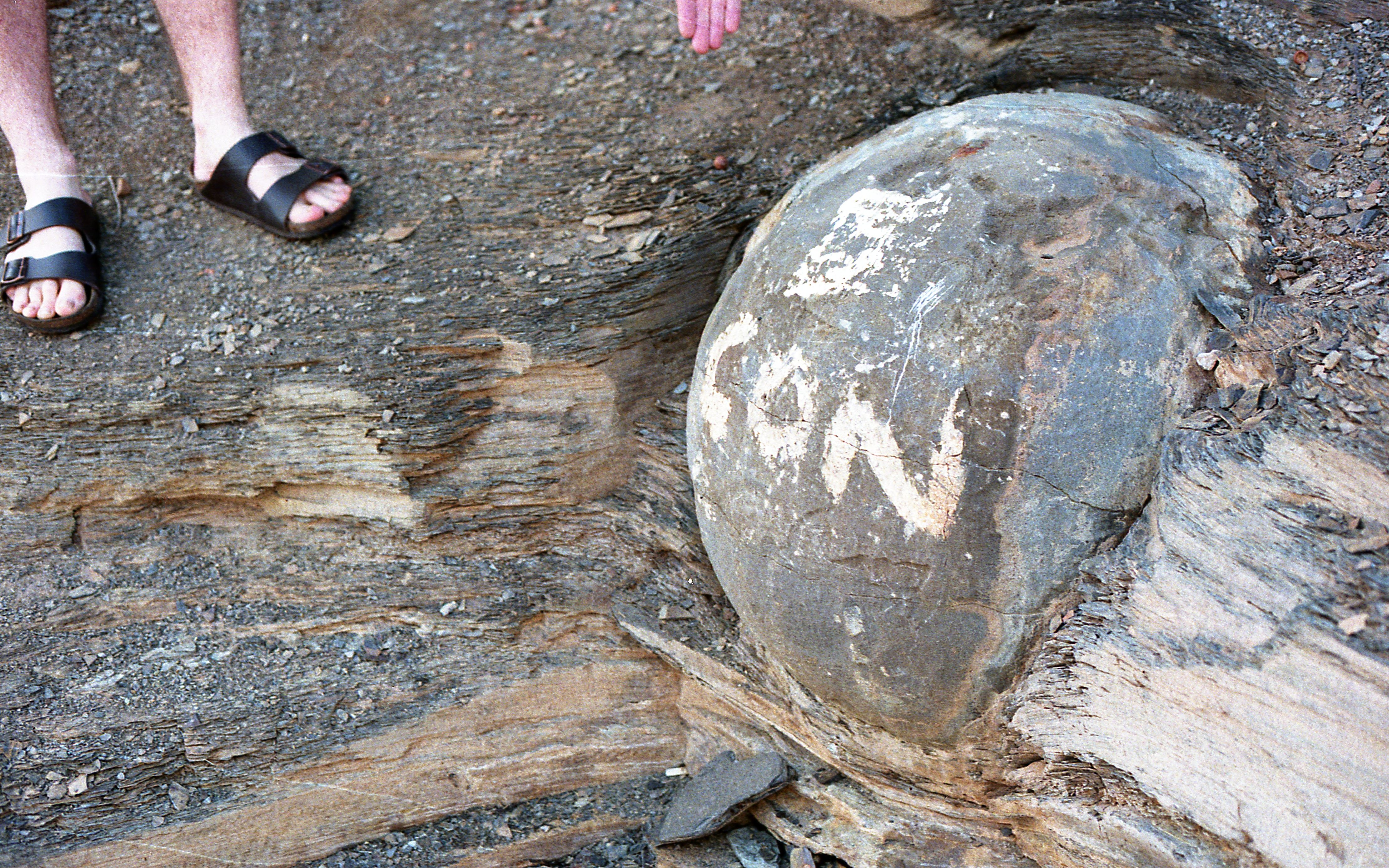
"غلاية" كتلة متحجرة في Kettle Point، أونتاريو، تشوهها الكتابة الجدراية.
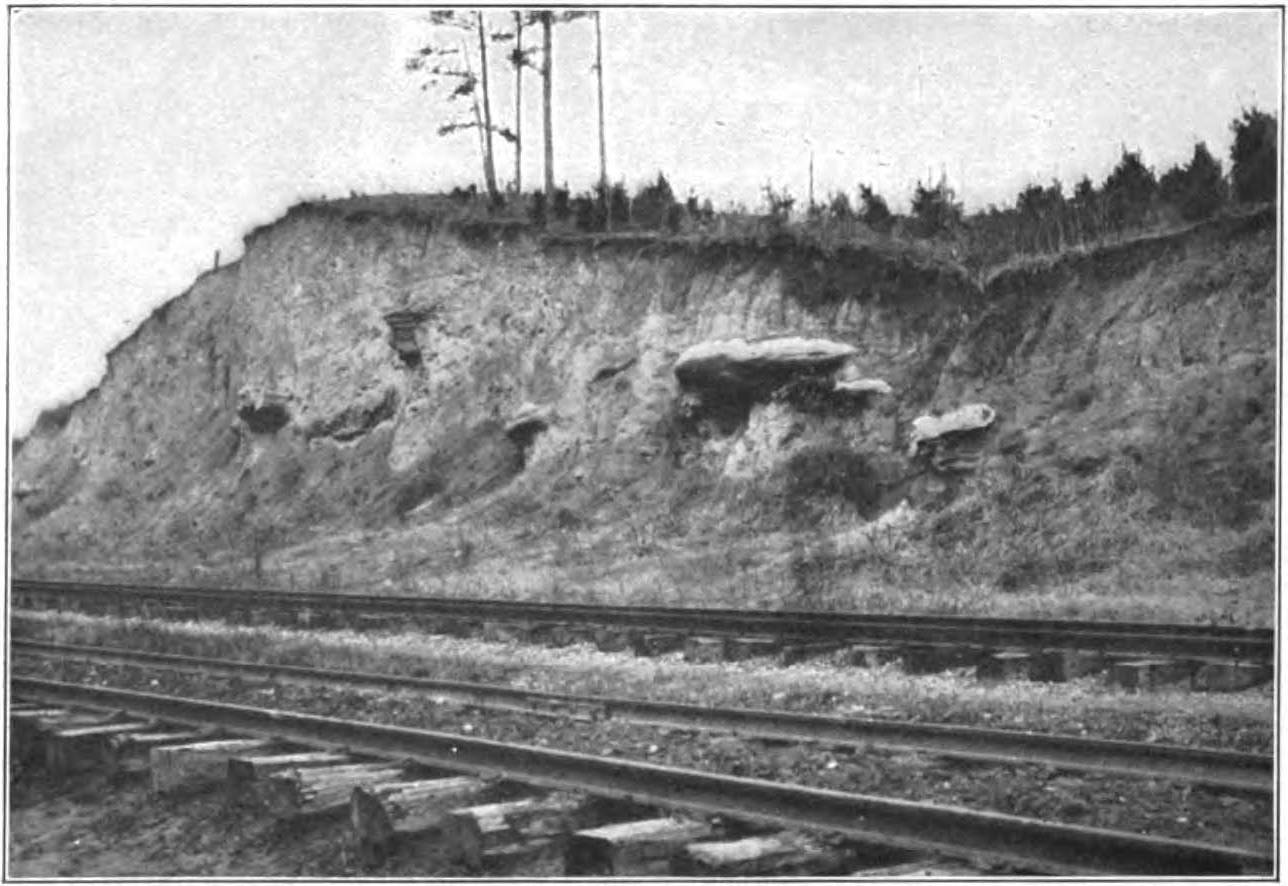
الصبغات الجيرية لتشكيل ويلكوكس، شريفبورت، لوس أنجلوس